# Amnirana amnicola
Amnirana amnicola és una espècie de granota que viu al Camerun, Guinea Equatorial, Gabon i, possiblement també, a la República del Congo.
Està amenaçada d'extinció per la pèrdua del seu hàbitat natural.